# Larmor-Plage
Larmor-Plage är en kommun i departementet Morbihan i regionen Bretagne i nordvästra Frankrike. Kommunen ligger i kantonen Ploemeur som tillhör arrondissementet Lorient. År 2022 hade Larmor-Plage 8 368 invånare.

## Befolkningsutveckling
Antalet invånare i kommunen Larmor-Plage
| Referens: INSEE |